# Rivière du Milieu (Mékinac)
Pour les articles homonymes, voir Rivière du Milieu.
La rivière du Milieu est un affluent du lac Mékinac, coule vers le sud-ouest dans le territoire de l'Agglomération de La Tuque et dans la MRC Mékinac, en Mauricie, au Québec, Canada.
Cette rivière est enjambée par le plus haut pont ferroviaire du Québec (altitude : 60 m. ; longueur 121 m), désigné pont de la rivière du Milieu. Ce pont de fer comporte sept pylônes de métal et deux piliers en ciment a été construit par la société Transcontinental afin de relié Québec à Winnipeg. Cette voie ferroviaire est administrée depuis décembre 1919 par le Canadien National, une société de la Couronne aujourd'hui privatisée.[réf. nécessaire]

## Géographie
La rivière du Milieu coule sur 45 km. La majeure partie de son parcours est dans la Zec de la Bessonne (La Tuque), sauf la tête de la rivière qui est dans Portneuf et les derniers kilomètres qui tracent la limite nord-ouest du zec Tawachiche, dans la municipalité de Trois-Rives où se situe l'embouchure.
La rivière prend sa source dans le lac Dusseau dans le réserve faunique de Portneuf. Elle coule en suite vers l'est sur environ 2 km pour prendre ensuite une direction sud-sud-ouest le reste de son parcours.

## Histoire
L'économie de ce secteur est basée sur la foresterie, les activités du chemin de fer, ainsi que les activités récréo-touristiques, notamment la chasse, la pêche, les VTT et les motoneiges. Depuis le début du XXe siècle, ce secteur est desservi par la voie ferrée du Canadien National reliant Hervey-Jonction à La Tuque. C'est le National Transcontinental Railway qui, en 1907, construit l'imposant "Tracel" (pont ferroviaire à chevalet) au dessus de la vallée de la rivière ; c'est le plus haut du Québec avec plus de 60 m de haut sur 121 m de long (entre les piliers de béton des approches). Jadis, un petit hameau existait autour de la gare de Rivière-du-Milieu.

## Toponymie
Le nom de la rivière du Milieu est la traduction de nom nom en abénaqui, Nsawtegwak. Ce toponyme a été inscrit officiellement le 5 décembre 1968 au registre des noms de lieux de la Commission de toponymie du Québec.